# Walt Budko
Walter L. Budko jr., detto Walt (Kearny, 30 luglio 1925 – Timonium, 25 maggio 2013), è stato un cestista e allenatore di pallacanestro statunitense, professionista nella BAA e nella NBA.

## Carriera
Venne selezionato dai Baltimore Bullets al primo giro del Draft BAA 1948 (6ª scelta assoluta).